# Зисис Папалазару
Зисис Стаматиу Папалазару (на гръцки: Ζήσης Σταματίου Παπαλαζάρου) е гръцки юрист и политик от средата на XX век.

## Биография
Роден е на 4 ноември 1905 година в Атина, Гърция, в семейство от костурското село Габреш. Учи право в Атинския университет и след това публично право в Берлинския университет. В 1946 година е кандидат за депутат от Лерин от Националния политически съюз (Социалдемократическа партия), но не е избран, като получава 372 гласа. Избиран е за депутат от Костур от Съюза на центъра в 1961, 1963 и 1964 година. В правителството на Георгиос Папандреу е министър на Северна Гърция от 6 януари до 15 юли 1965 г. След падането на хунтата се присъединява към Нова демокрация и е избран за от Костур с 16 117 гласа през 1974 година и преизбран през 1977 година.
Умира от сърдечен удар в болницата „Хирпократ“ в Атина на 2 ноември 1997 година. Завещава значителни активи на общината в Костур, включително библиотеката и създава благотворителна фондация, която носи неговото име.